# Varlam Sjalamov

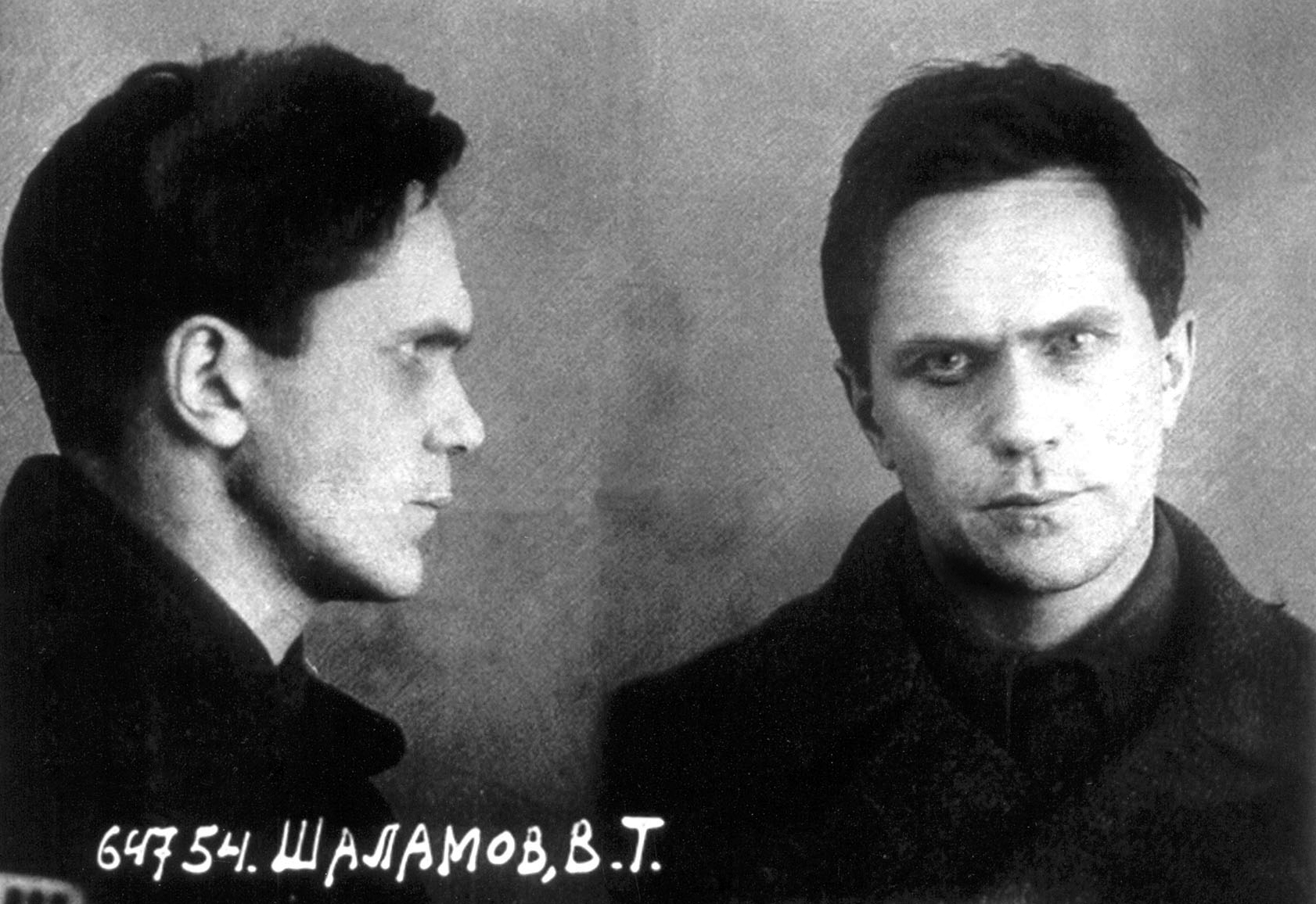
Sjalamov, 1937, foto NKVD

Varlam Tichonovitsj Sjalamov (Russisch: Варла́м Ти́хонович Шала́мов) (Vologda 1 juli 1907 – Moskou 17 januari 1982) was een Russisch dissident en schrijver. Sjalamov schreef vooral over zijn tijd als gevangene in de Goelag.

## Leven
Sjalamov werd geboren als zoon van een Russisch-orthodox priester en een lerares. Hij studeerde rechten in Moskou en sympathiseerde in die tijd met de linkse oppositie (Trotski). In 1929 werd hij in een illegale drukkerij gearresteerd en voor drie jaar verbannen naar de Goelag. Na zijn terugkomst naar Moskou huwde hij Galina Guds (met wie hij een dochter kreeg) en werkte hij van 1934 tot 1937 als journalist.
In 1937 werd hij in het kader van de grote zuivering opnieuw gearresteerd vanwege trotskisme. Directe aanleiding voor zijn arrestatie was zijn uitspraak dat Ivan Boenin “een klassieker van de Russische literatuur was”. Zijn vrouw liet zich na zijn arrestatie direct van hem scheiden en Sjalamov bracht na een nieuwe veroordeling zeventien jaar door in de kampen des doods van Kolyma (onder andere in de Berlag).
In 1953 werd hem toegestaan terug te keren naar Europees Rusland. Zijn intussen volwassen dochter wilde hem echter niet als vader erkennen, hetgeen hem “zwaarder teleurstelde dan de ellende in de kampen”. In 1956 werd hij onder Chroesjtsjov gerehabiliteerd. Hij huwde opnieuw en ging weer wonen in Moskou. Vanaf 1957 verschenen van zijn eerste gedichten en korte verhalen, maar al snel kwamen zijn herinneringen aan de Goelag niet meer door de censuur (ze circuleerden in de jaren zestig alleen in Samizdat-uitgaven).
Sjalamov had een zwakke gezondheid. Hij werd in 1979 in een verzorgingstehuis opgenomen, waar hij in 1982 stierf.

## Werk
De kern van Sjalamovs oeuvre wordt gevormd door een honderdtal korte verhalen over zijn ervaringen in de Kolyma, bijeengebracht in zes boeken, in Nederland integraal in twee delen verschenen bij De Bezige Bij onder de titels Berichten uit Kolyma (2000) en De handschoen (2006). Met meedogenloze precisie beschrijft Sjalamov het geestelijke en lichamelijke verval van de gevangenen. In de Kolyma bereikte hij volgens Solzjenitsyn “de bodem van verdierlijking en wanhoop”. Met schijnbare emotieloosheid schetst hij de ondraaglijke situatie in de kampen en de daarmee gepaard gaande ontmenselijking.
Sjalamov stelt zelf dat de amorele, gruwelijke, onmenselijke praktijken van de “blatari” (kampcriminelen) de hele Sovjetsamenleving hebben aangetast. De enige hoop en het laatste houvast dat de fysiek en geestelijk gebroken mens nog rest, is de natuur.
Sjalamov’s getuigenis van de Goelag geldt als “een van de aangrijpendste boeken" (Andrej Amalrik) en tevens “een der literaire hoogtepunten” (John Updike) uit de voorbije decennia: een historische getuigenis en tevens een zeldzaam aangrijpend document.

## In Nederlandse vertaling
- Artikel 58. De aantekeningen van de gevangene Schalanow, uit het Duits vertaald door Else Vanherterijck, 1973. ISBN 9031002259
- Kolyma. Verhalen uit de Goelag Archipel, vert. en aant. van Marja Wiebes en Yolanda Bloemen, 1982. ISBN 9029546093
- Verhalen uit Kolyma, 1996. ISBN 9789035117068 (selectie uit vorige item)
- Berichten uit Kolyma, vert. en aant. van Marja Wiebes en Yolanda Bloemen, 2000. ISBN 9023462173 (heruitgave)
- De handschoen. Nagekomen berichten uit Kolyma, vert. Marja Wiebes, 2006. ISBN 9023417062